# Щукарев, Константин Александрович
Константин Александрович Щукарев (1894—1954) — советский военный учёный-терапевт и педагог доктор медицинских наук (1939), профессор (1940), член-корреспондент АМН СССР (1952), полковник медицинской службы (1943).

## Биография
Родился 27 мая 1894 года в Санкт-Петербурге.
С 1913 по 1918 год обучался в Военно-медицинской академии. С 1918 по 1920 год в качестве военного врача был  участником Гражданской войне. 
С 1920 по 1926 и с 1943 по 1954 год на научно-педагогической работе в Военно-медицинской академии имени С. М. Кирова в должностях: ассистент терапевтической клиники, с 1943 по 1952 год —  начальник кафедры пропедевтики внутренних болезней, с 1952 по 1954 год —  начальник кафедры госпитальной терапии этой академии. 
С 1926 по 1939 год на научно-педагогической и клинической работе в Медвузе-больнице имени И. И. Мечникова (с 1936 года вошёл в состав Второго Ленинградского медицинского института) в должностях: ординатор, заведующий отделением, доцент терапевтической кафедры и декан этого медвуза. С 1940 по 1943 год на научно-педагогической работе Саратовском медицинском институте в должности заведующего кафедрой факультетской терапии, одновременно с 1943 года в период Великой Отечественной войны К. А. Щукарев являлся главным терапевтом по Саратовской области эвакуационных госпиталей РККА.

### Научно-педагогическая деятельность
Основная научно-педагогическая деятельность К. А. Щукарева была связана с вопросами в области госпитальной терапии, внутренних болезней и пульмонологии. К. А. Щукарев внёс весомый научный вклад в разработку клиники и лечения заболеваний лёгких, патогенеза и этиологии, под его руководством была разработана патогенетическая классификация пневмонии у военнослужащих получивших ранение. К. А. Щукарев являлся членом редакционной коллегии научно-медицинского журнала широкого профиля «Терапевтический архив» и членом Президиума Всесоюзного общества терапевтов.
В 1939 году К. А. Щукареву была присвоена учёная степень доктор медицинских наук, а в 1940 году ему было присвоено учёное звание профессора. В 1952 году он был избран член-корреспондентом АМН СССР. К. А. Щукарев является автором более пятидесяти научных работ.
Скончался 26 июля 1962 года в Ленинграде, похоронен на Большеохтинском кладбище.

## Основные работы
- Болезни системы дыхания / М. Д. Тушинский, А. Я. Цигельник, К. А. Щукарев ; Под ред. проф. А. Я. Цигельника. - Москва: Медгиз. Ленингр. отд-ние, 1960. — 398 с. (Руководство по внутренним болезням; Т. 4)[5].

## Награды
- Орден Красной Звезды (30.04.1954)
- Медаль «За боевые заслуги» (15.11.1950)
- Медаль «За победу над Германией в Великой Отечественной войне 1941—1945 гг.» (02.11.1945)[6]